# Antony Berg
Antony Eugène Berg, även känd som André Berg, född 8 augusti 1880 i Paris, död där 18 april 1948, var en fransk bobåkare. Han deltog vid olympiska vinterspelen 1924 i Chamonix i det franska laget i fyrmansbob, som slutade på fjärde plats.